# Ал Бакстер
Ал Бакстер (енгл. Al Baxter; 21. јануар 1977) бивши је аустралијски рагбиста. Целу професионалну каријеру провео је у Воратасима. Играо је за Аустралију на два светска првенства 2003., и 2007. За репрезентацију Аустралије дебитовао је 2003., у мечу бледислоу купа против ол блекса. Јубиларни педесети меч у дресу Аустралије, одиграо је против Канаде у мечу групне фазе на светском првенству 2007., одржаном у Француској. Са 69 одиграних тест мечева у дресу Аустралије, убраја се у најбоље аустралијске стубове икада. Ожењен је и има троје деце, а по завршетку играчке каријере, почео је да се бави архитектуром. 